# Нефрология
Нефроло́гия (от др.-греч. νεφρός — «почка», и λόγος «учение, наука») — раздел медицины, изучающий почки, их строение, функционирование, методы исследования: УЗИ, нефросопиелоуретерография, КТ, МРТ, ПЭТ, ОФЭКТ, заболевания и лечение. Смежными направлениями дифференциальной диагностики являются нефрохирургия и урология.

## Предмет изучения
Большинство заболеваний, поражающих почку, не ограничиваются самим органом, а являются проявлением общих расстройств многих заболеваний. Топографически почки снабжаются нервами, сосудами, кровью, выделяют мочу, не связаны с женскими и/или мужскими половыми органами покрытыми кожей, что не исключает попадания инфекции, передающейся половым путём или с едой (в случае дифференциальной диагностики болей в животе, поноса и лихорадки),  что приводит к гормональным измениям и поведенческим. Ввиду того что кишечник, печень и почки берут на себя основную нагрузку по выведению многих веществ, ответственных за водно-солевое и кислотно-основное равновесие, в том числе инфекционных и неорганических токсинов, часто заболевания почек следует дифференцировать с заболеваниями печени (особенно в случае гепаторенального синдрома, являющегося дисиндромом почечно-печёночной недостаточности), гепатоспленомегалии. В настоящее время доказано, что хронические заболевания почек выступают фактором риска развития и прогрессирования сердечно-сосудистых заболеваний (уремический перикардит, уремический стеноз аортального клапана, стеноз митрального клапана, уремически обусловленный инфаркт миокарда). Сама нефрология занимается диагностикой заболеваний почки и их лечением (медикаментозное, биомедицинское, методы народной медицины и экстракорпоральные методы очищения), а также наблюдением за пациентами с другой почкой. Заболевания, такие как ХПН и ОПН, чаще всего являются вторичными на фоне острых и хронических инфекций и интоксикаций (отравления нефротоксичными лекарственными препаратами, отравление тяжёлыми металлами и другими гемолитическими ядами); на фоне ревматических заболеваний (системная склеродермия, СКВ, подагра, остеоартроз, остеопороз), также гематологических (множественная миелома, гемолитико-уремический синдром, ДВС-синдром), эндокринных (сахарный, несахарные, солевые, фосфатовые формы диабета), гнойно-септических инфекционных (тонзиллит, бронхоэктактическая болезнь, синусит, остеомиелит, гингивит, эмпиема плевры, простатит, сепсис, мочеполовой шистосомоз) патологий. По этиологии заболевания, которые также являются системными, следует дифференцировать с вышеперечисленными заболеваниями, когда поражение почек происходит вторично (например, диабетическая нефропатия, подагрическая почка), или первично (нефрогенный сахарный диабет, нефрогенный несахарный диабет, нефрогенный солевой диабет и фосфат-диабет, нефрогенная (токсикогенная) гемолитическая анемия). Также заболевания почек следует дифференцировать с рабдомиолизом, потенцированном почечной полиневропатией поясничным люмбоишиалгическим синдромом, ЗНС-синдромом, поясничным радикулитным синдромом при мочекаменной болезни, уросепсисом при болезни Паркинсона и других нейродегенеративных заболеваниях и синдромах. При заболеваниях почек бывают психоневрологические симптомы, которые порой выходят на первый план, уремическая и почечная энцефалопатия может давать псевдоопухолевую симптоматику, обусловливая также асептический менингит, что встречается иногда и в нейрохирургии.

## Характерные заболевания
Пациентов направляют к врачу-нефросологу по следующим причинам:
- Острая почечная недостаточность — внезапное прекращение почечной функции
- Хроническая почечная недостаточность
- Гломерулонефрит
- Пиелонефрит или инфекции нижних мочевых путей
- Гематурия (кровь в моче)
- Камни в почках
- Опухоль почки — в основном клеточная карцинома почки
- Поражение почек при системных заболеваниях соединительной ткани

Урологи — врачи, специализирующиеся на хирургическом лечении заболеваний кровофильтрующих и мочевыводящих путей:
- Опухоль почки
- Камни в мочевыводящих путях

## Диагностика
Как и в остальной медицине, важные подсказки о причине симптомов получают биографически из анамнеза и анализов.
Лабораторные тесты оценивают главным образом азотистый баланс: уровни мочевины, креатинина, миоглобина, метгемоглобина и других фракций гемоглобина, электролитов калия, магния, натрия, кальция и фосфата, маркеры pH электролитного баланса, скорость осаждения эритроцитов, анализ C-реактивного белка и уринализ, бактериологический посев мочи. Для уточнения причины патологии могут проводиться также пробы Пастернатского, Реберга — Тареева, Зимницкого, анализы на глюкозу в моче и в крови, токси-пробы, пробы на парапротеины и на наличие анемии (в случае связи с гематологической патологией — сывороточное железо и его фракции, количественный и качественный общий анализ крови, анализы на эритроциты в моче). Набор образцов мочи за 24 часа может дать ценную информацию о фильтрующей способности почки, а также об уровне потери белков при некоторых заболеваниях. Важную информацию могут также знание энцефалопатийных, полинейропатийных, миопатийных, остеопатийных, артропатийных остеоалгических, миалгичских, эндокриннопатийных, коагулопатийных, дерматопатийных клиник болезней почек. В случае инфекций общего (средиземноморская лихорадка с почечным синдромом) и частного(бронхолегочного/фтизиатрического, венерического характера и интоксикаций (при употреблении наркотиков и алкоголя, пероральном, травматогенном — в случае укусов змей, медуз и пауков, контактно-бытовом, профессионально-патогенном, апирационном-бронхорейном — отравлении двуокисью углерода), при намеренном или случайном приёме гемолитических, гематоксических, нефротоксических, гиперкапнических и гипоксических ядов, при хронических проффессиональных интоксикациях): обязателен и необходим тщательно собранный анамнез.
Другие тесты проводимые врачами-нефрологами:
- Биопсия почки — для получения тканевого диагноза заболевания, когда точная причина неизвестна;
- УЗИ мочевого тракта
- Компьютерная томография, МРТ, ПЭТ, ОФЭКТ
- Сцинтиграфия (радионуклидная медицина)
- Ангиография — если подозревается поражение сосудов
- Экскреторная урография
- Дерматовенерические пробы.
- Кожные, кожно-аллергические пробы (при мочеполовом шистоматозе, эхинокококкозе, стронгилоидозе, анкилостамозе)
- Общий анализ мочи
- Бактериологический анализ мочи
- ИФА РСК и ПЦР в случае некоторых вирусных и паразитарных инфекций
- Детальные гематологические пробы (в случае анемии и порфирий, наследственных гематологических заболеваний, лучевых, ожоговых поражений, полиорганной недостаточности)

## Терапия
При заболеваниях почек лечение состоит из специфического лечения конкретного заболевания и нефропротективного лечения, универсального для всех патологий почек.
Специфическое лечение назначается в зависимости от конкретного заболевания. При гломерулонефритах, поражении почек при системных заболеваниях соединительной ткани применяют стероиды, БМАРП (болезнь-модифицирующие антиревматические препараты). При инфекционных поражениях почек и мочевыводящих путей — воздействие на конкретно-установленного возбудителя почечно щадящие антибиотики (Хлорамфеникол, Фурагин), противовирусные (Рибавирин, Курантил), антипаразитарные (Эсколол, Делагил). Дозы и их интервалы - подбираются строго индивидуально, в зависимости от спектра нефросотоксичности препаратоа, степени почечной экскрекции конкретного лекарства, от клиренса креатинина и общей тяжести состояния больного. При диабетической нефропатии — коррекция уровня глюкозы крови. При токсикогенном генезе: своевременно введенный специфический антидот, или комплексон (Унитиол, Десферал, Димеркапрол, Дантролен), Энтеросорбенты, Адсорбенты, Ксенобиотики, Пробиотики, очистительные клизмы, регулирующие окислительно-восстановительные процессы средства, кишечный диализ, витаминные комплексы (Викасол, Карбоксилаза, Кльциотенол), диуретики. При травматогенном и гнойно-септическом (полиорганной недостаточности) генезе: своевременное хирургическое устранение травматических и гнойно-септических очагов в различных частях и системах организма(в первую очередь, в системе верхних и нижних дыхательных путей, как и в системе почек и крови и лимфатической системе), своевременная борьба с ДВС и СВД синдромами, с травматическими, постравматическими, холодовыми и ожоговыми видами шоков и состояниями.
Нефропротективное лечение назначается при всех хронических заболеваниях почек и преследует цель замедления прогрессирования почечной недостаточности. Основным в нефропротективном лечении является блокада ренин-ангиотензин-альдостероновой системы за счёт нескольких групп лекарственных препаратов: блокаторов ангиотензин-превращающего фермента, блокаторов рецепторов ангиотензина, антагонистов альдостерона и других. Неспецифическим, но крайне важным лечением, является антигипертензивная и антигипотезивная терапия при сопутствующей артериальной гипертензии и гипотензии).
При прогрессировании до хронической почечной недостаточности проводится соответствующая терапия (часто необходим приём Эритропоэтина, Витамина D, так как их производство в организме прекращается), коррекция вторичного гиперпаратиреоза, специальная диета. При кахексии: Ретаболил, Неробол. При гастроинстенальных симптомах: Фамотидин (симптоматическое при нефрогенных ЖКТ-кровотечениях). При развитии терминальной и претерминальной  стадий  почечной недостаточности необходим диализ (гемодиализ и другие экстракорпоральные методы очищения), или трансплантация почки. Важная роль в лечении патологии почек со снижением их функции также отдаётся натуральным биопрепаратам (Леспенефрил) и лекарственным травам, вроде: Ортосифона, листьев брусники, урологических сборов и почечному чаю).